# Картаго (Каліфорнія)
Картаго (англ. Cartago) — переписна місцевість (CDP) в США, в окрузі Іньйо штату Каліфорнія. Населення — 62 особи (2020).

## Географія
Картаго розташоване за координатами 36°18′19″ пн. ш. 118°1′38″ зх. д. / 36.30528° пн. ш. 118.02722° зх. д. (36.305239, -118.027166).  За даними Бюро перепису населення США в 2010 році переписна місцевість мала площу 3,04 км², з яких 3,03 км² — суходіл та 0,01 км² — водойми.

## Демографія
Згідно з переписом 2010 року, у переписній місцевості мешкали 92 особи в 44 домогосподарствах у складі 25 родин. Густота населення становила 30 осіб/км².  Було 55 помешкань (18/км²).
Расовий склад населення:
| - 68,5 % — білих - 7,6 % — корінних американців - 12,0 % — осіб інших рас |

До двох чи більше рас належало 12,0 %. Частка іспаномовних становила 17,4 % від усіх жителів.
За віковим діапазоном населення розподілялося таким чином: 20,7 % — особи молодші 18 років, 61,9 % — особи у віці 18—64 років, 17,4 % — особи у віці 65 років та старші. Медіана віку мешканця становила 45,0 року. На 100 осіб жіночої статі у переписній місцевості припадало 124,4 чоловіків;  на 100 жінок у віці від 18 років та старших — 135,5 чоловіків також старших 18 років.
Цивільне працевлаштоване населення становило 22 особи. Основні галузі зайнятості: виробництво — 77,3 %, науковці, спеціалісти, менеджери — 22,7 %.